# 下北交通
下北交通株式会社（しもきたこうつう）は青森県の下北半島を中心にバス事業を行なっている民間会社である。本社所在地は青森県むつ市金曲1丁目8番12号。
元は下北バスと称し、バス事業のみを行なっていたが、一時期、日本国有鉄道（国鉄）の特定地方交通線だった大畑線を引き継いで鉄道事業を行なっていたことがある。鉄道事業は2001年に廃止され再びバス専業に戻ったが、社名は変更されずに継続している。
2021年から2023年にかけて青森県内のバス事業者では相次いでJR東日本のSuicaやSuicaをベースにした地域連携ICカードを導入してきたが、下北交通では導入予定がなく、2023年現在では青森県内の路線バス事業者（コミュニティバスや廃止代替バスのみ運行する事業者を除く）では唯一、地域連携ICカード（IC乗車券）を導入していない事業者となる。

## 沿革
- 1920年 - 田名部町（現・むつ市）の白浜友次郎が「下北自動車株式会社」を設立、乗客8人乗りバス1台を使用し大畑〜田名部間などで運行開始（青森県で初めての国認可バス事業）。
- 1936年6月 - 白浜友次郎、小原愛吉らが営業権を持ち寄り「下北乗合自動車」設立（本社大畑町、車両7台、従業員16人）、赤川駅〜佐井間66.6 km、田名部〜恐山間15 kmの2路線を運行開始。
- 1952年 - 社名を「下北バス」とする。
- 1984年2月 - 社名を「下北交通」とする。
- 1985年7月 - 国鉄から大畑線の営業移管を受ける。
- 2001年3月31日 - 大畑線を廃止、翌4月1日から鉄道代替路線「下北駅線」運行開始。
- 2004年4月1日 - 小湊出張所設置、平内町から「平内町民バス」の運行を受託する。
- 2005年4月1日 - 平内町からスクールバスの運行を受託。

## バス事業

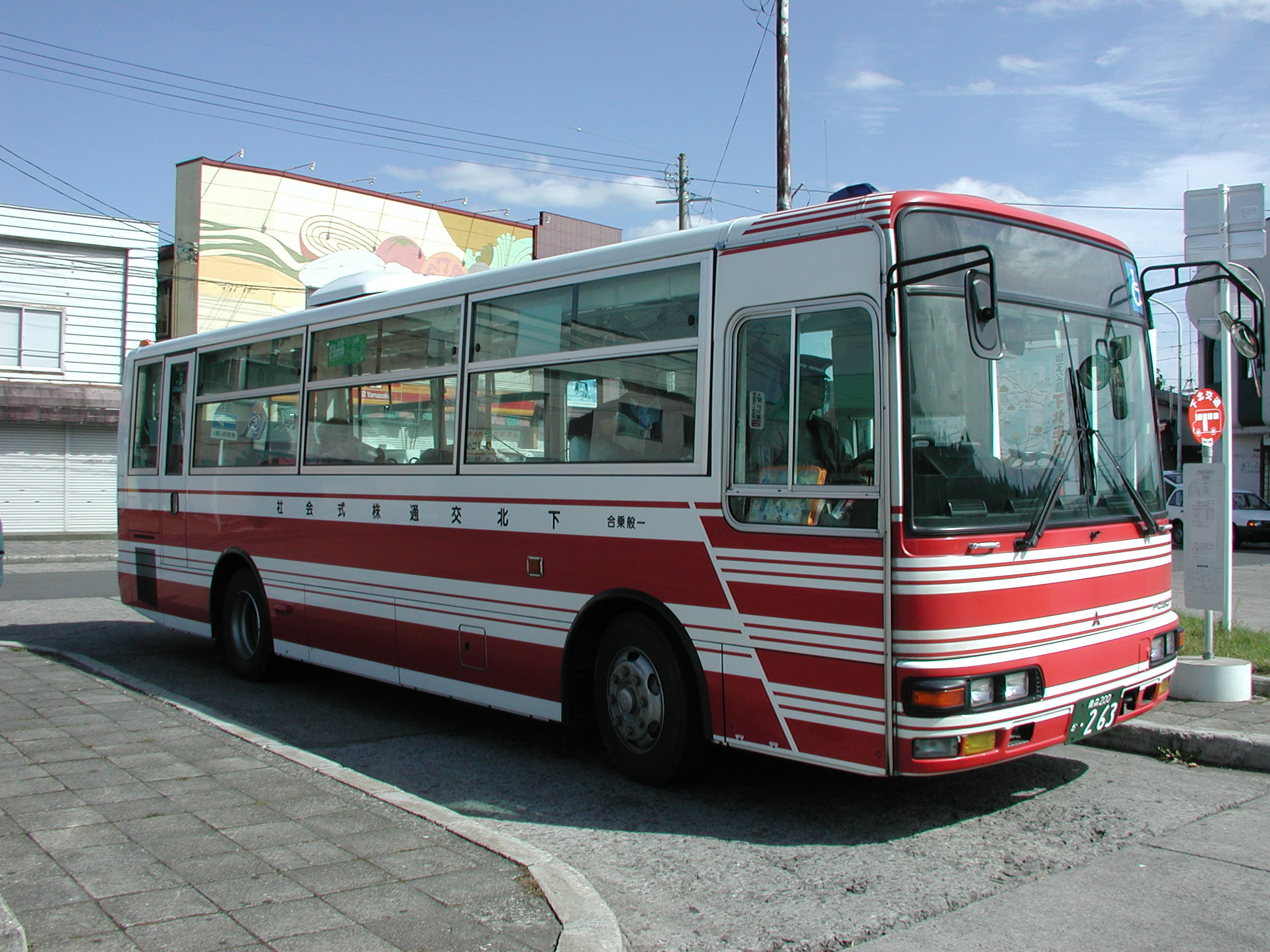
中型一般路線車両

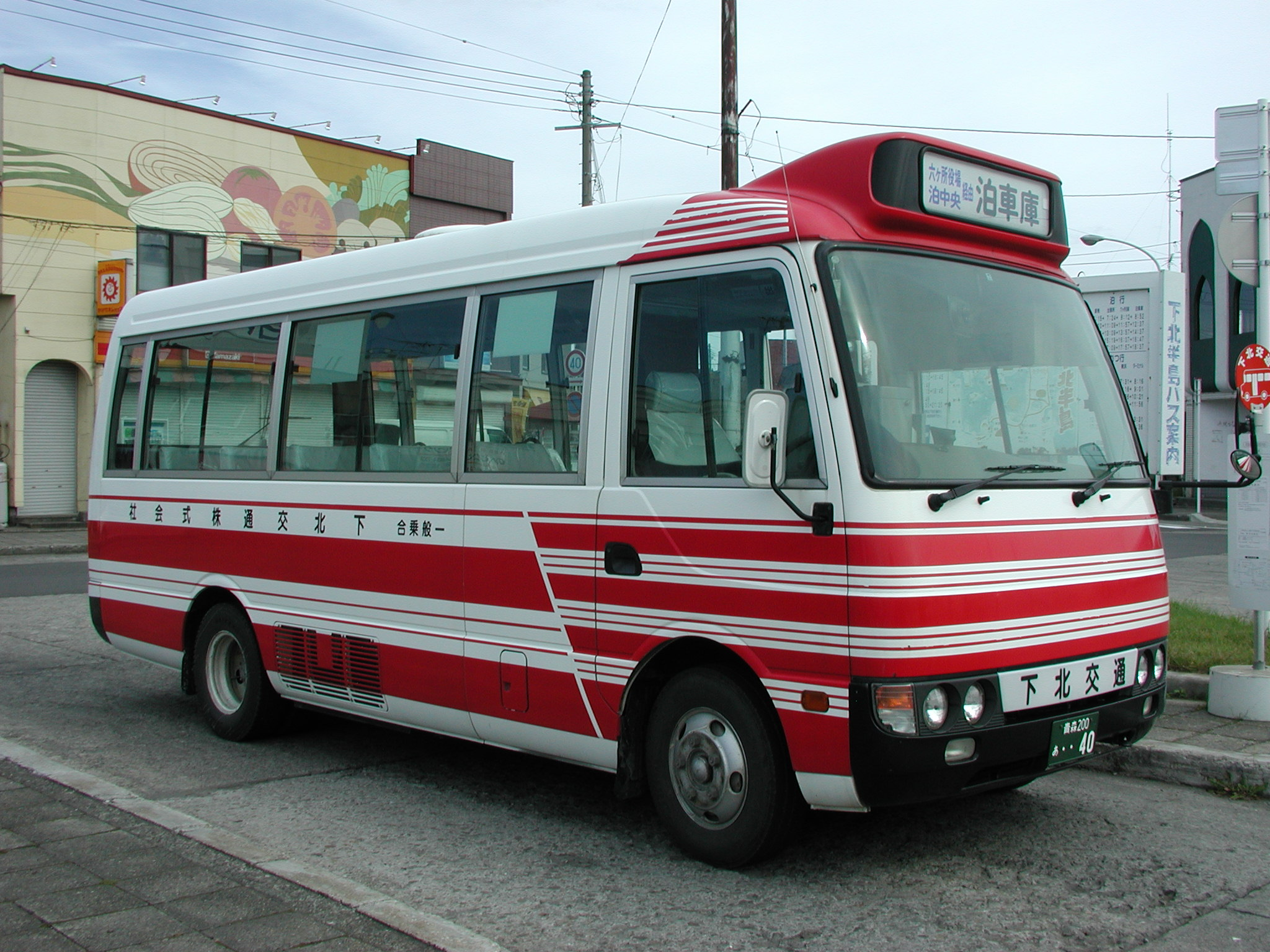
マイクロ型一般路線車両

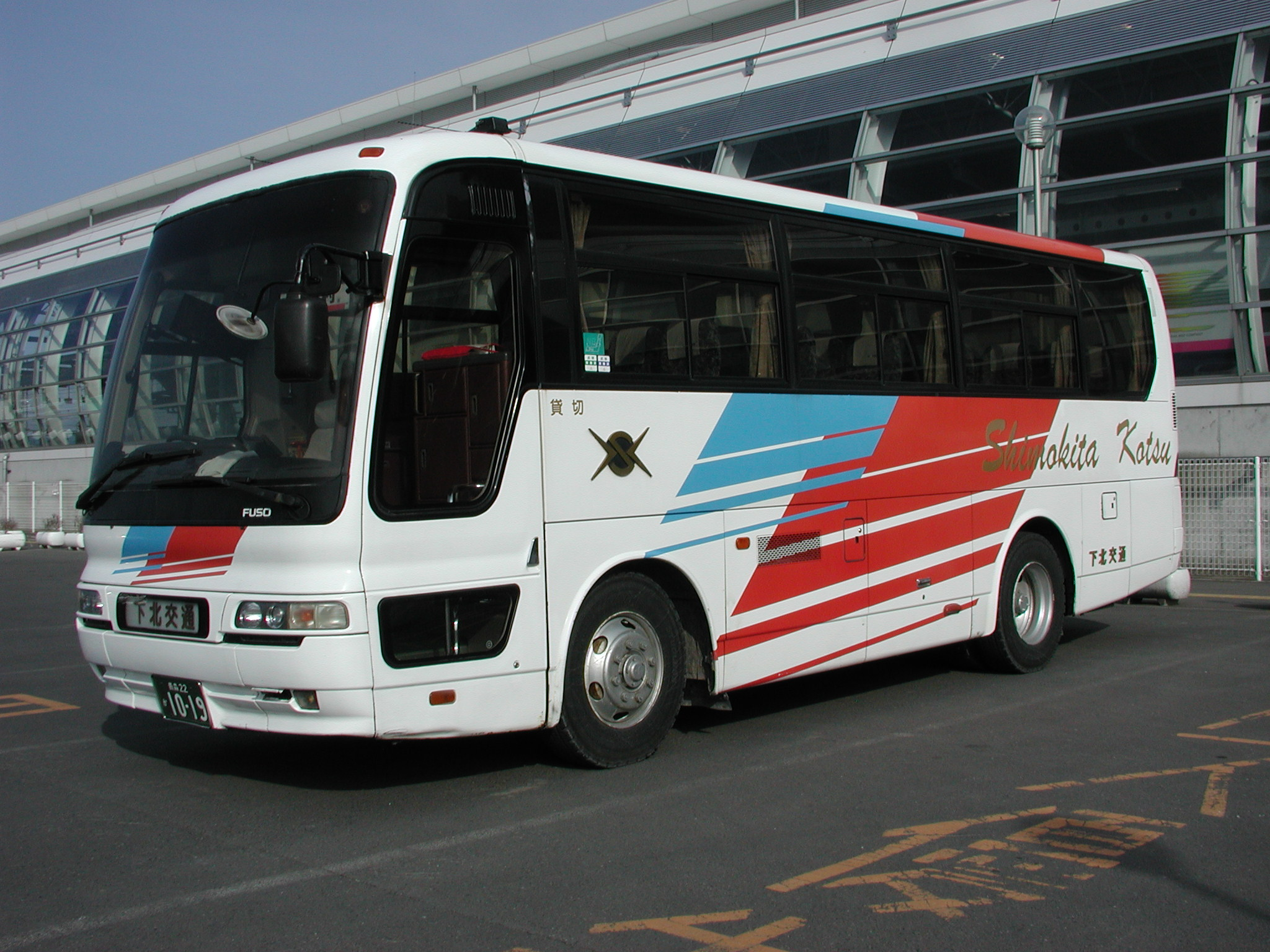
中型観光貸切車両

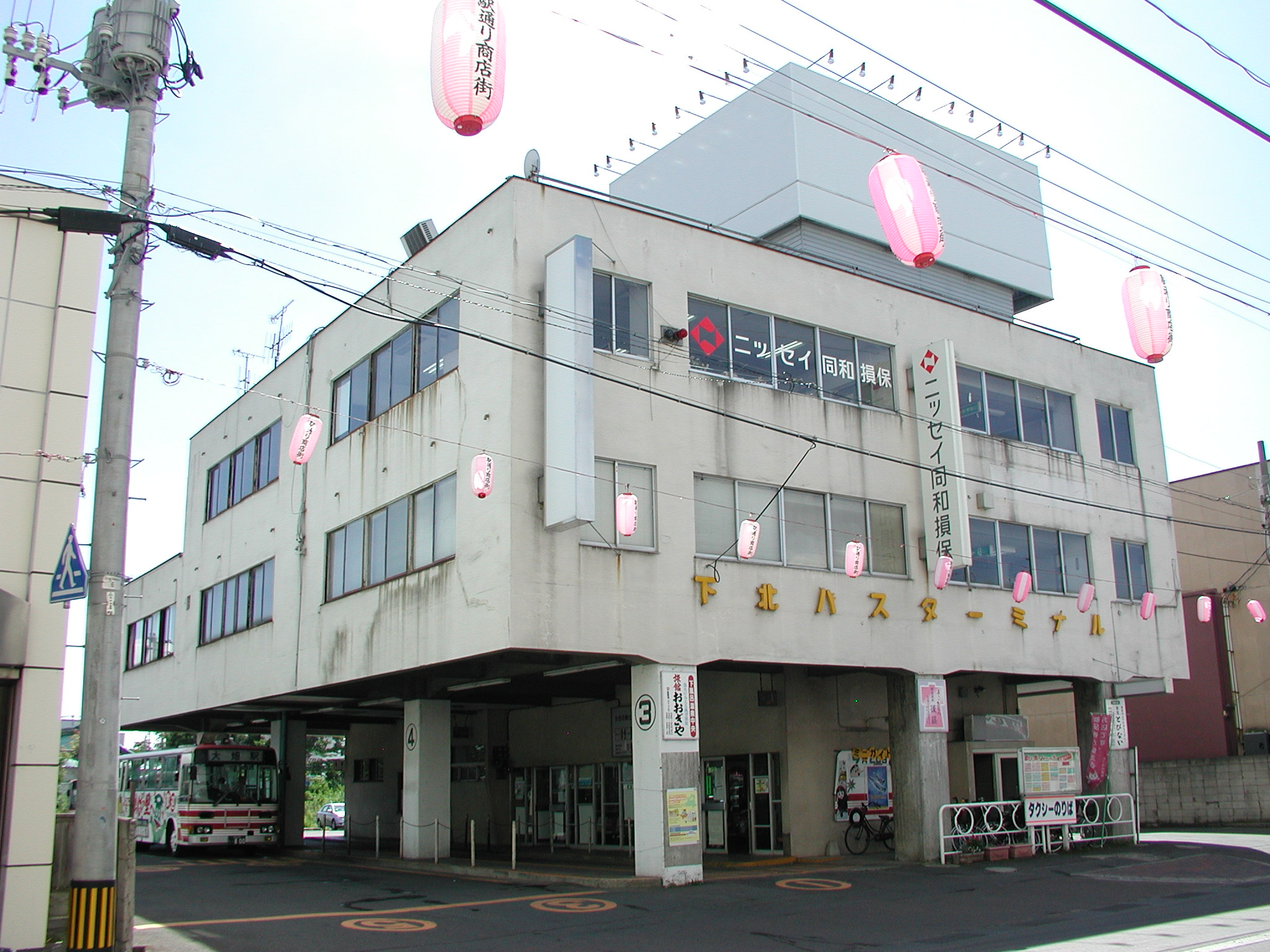
むつバスターミナル

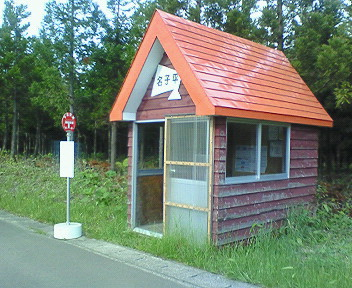
同社はバス停の待合所ブースの設置に積極的であり、このようなブースが各路線の沿線にてほぼ見かける。

### 営業所・案内所・車庫
- むつ営業所
  - 所在地：むつ市金曲一丁目8-12（本社併設）
  - 担当：平内町民バスを除く全路線、貸切バス
    - 車両整備を行う下北整備工場が併設されており、小湊配置車両を含めてここで点検・整備をする。
    - 国際興業バスしもきた号の運行支援業務（乗車券発売・点呼・車両待機等）を実施。

- 大畑出張所
  - 所在地：むつ市大畑町庚申堂60
  - 沿革：大畑出張所・鉄道部大畑駅
  - 担当：むつ営業所管轄路線、大畑町スクールバス、風間浦村コミュニティバス
    - 詳細は大畑駅を参照。

- 小湊出張所
  - 所在地：東津軽郡平内町
  - 沿革：青森市営バス小湊営業所→青森市営バス東部営業所小湊出張所→
  - 担当：平内町民バス全路線、平内町スクールバス、野辺地線、六ヶ所線、泊線

- 佐井車庫（むつ営業所佐井在勤）
  - 所在地：下北郡佐井村
  - 担当：佐井線、むつ線

- 泊車庫（むつ営業所泊在勤）
  - 所在地：上北郡六ヶ所村
  - 担当：泊線、六ヶ所線

- 横浜車庫
  - 所在地：上北郡横浜町
  - 横浜線の折り返し待機のための車庫で以前は乗務員休憩所もあったが、現在は横浜線が廃止されてしまったため駐車場のみとなっている。

- 尻労車庫
  - 所在地：下北郡東通村尻労下堀川
  - 尻労線の折り返し待機のための車庫で、駐車場のみ現存している。

#### むつバスターミナル
青森県むつ市柳町一丁目2-20にある下北交通専用バスターミナルで、旧称は「下北バスターミナル」である。
構造
- 3階建ての建物で、1階部分はバスターミナルとなっている（2階と3階はテナント部分）。
- 1階には案内所があり、定期券・回数券を販売しているほか、待合室・売店も設置されている。
- 待合室内には次発車案内の表示幕（3台）が設置されている。
- 乗り場のプラットホームが3列で、各列2台ずつ＝計6番線（1〜6番線がある）まで停車可能であるが、5番線・6番線にかかる列には安全地帯がない。
- なおいずれの番線も、路線ごとに対しては決められた停車番線が固定されておらず、時間帯により停車番線が変動される。
- 2022年5月31日付けで廃止、解体された。代替としてJRバス『柳町』停留所となりに『むつバスターミナル』停留所が設置され6月1日より供用されている。

むつバスターミナル近隣の他社バス
- JRバス東北下北本線は同ターミナル構内には乗り入れないが、隣接して「柳町」バス停がある。2005年4月1日にバス停が設置されるまでは、徒歩約3分程度にある「田名部」バス停（始発地）が最寄であった。

#### 廃止出張所
- 青森出張所
  - 所在地：青森市合浦一丁目9-15
    - 2007年に廃止された。末期は出張所としては機能しておらず、青森線や下北交通が受託する日本郵政公社の郵便線路（輸送トラック）「青森西・むつ線」ドライバーの休憩所となっていた。青函連絡船メモリアルシップ八甲田丸の専用駐車スペース待機となったのち、現在は十鉄バス（十和田観光電鉄）青森総合営業所での待機・休憩となっている。

- 野辺地出張所
  - 所在地：上北郡野辺地町田名部道43-2
  - 末期の担当路線：野辺地線、六ヶ所線、泊線
    - 2013年3月限りで廃止された。出張所機能は小湊出張所に統合され、敷地は更地となった。特急青森線の休憩場所は十鉄バス野辺地案内所に変更された。

### バス路線

#### 現行路線

##### 特急青森線・野辺地線
運行経路
- むつバスターミナル - むつ新町 - むつ営業所 - 大曲 - 金谷沢 - 近川 - 横浜 - 横浜車庫 - 中吹越 - 有戸 - 野辺地中央 - 野辺地駅前 - まかど温泉入口 - 狩場沢 - 狩場沢小学校前 - 狩場沢駅通り - 口広 - 清水川 - 薬師野入口 - 一本松入口 - 堀替 - 浜子 - 夜越山公園入口 - 町営体育館前 - 新あおもり農協平内支店前 - 平内病院通り - スキー工場前 - 藤沢 - 西平内郵便局前 - 平内中野 - 大石平 - 土屋 - 土屋番所跡 - 浅虫水族館通り - 道の駅ゆ〜さ浅虫前 - 新あおもり農協本店前 - 後萢通 - 県立中央病院通り - （県立中央病院前／むつ行のみ） - （保健所前／むつ行のみ） - 合浦公園口 - 栄町一丁目 - 文化会館前 - 市役所前 - 新町二丁目（旧・松木屋前） - 青森駅前

※特急青森線：むつ〜野辺地駅間は各停留所停車のため主要停留所のみ記載、野辺地駅〜青森間は停車停留所を記載（太字：青森行では降車専用・むつ行では乗車専用）。

沿革
- 1959年11月 - むつ〜青森間の路線開設を申請する（先行して本田名部〜野辺地間の路線認可が下りる）。
このころ、青森市営バスが青森〜十和田市間、国鉄バスが青森〜野辺地間、十和田観光電鉄が青森〜十和田市間、東北観光バス（本社：十和田市）が青森〜十和田市・八戸間、三八五観光が八戸〜青森間を相次いで申請をしたため難航、公聴会を開き十鉄バス青森〜三本木間78.9 kmと下北バス青森〜本田名部間98.9 kmが認可された。
- 1960年 - 横浜線運行開始。
- 1963年5月 - 青森線運行開始。
- 1964年 - 吹越線（田名部〜尾駮間）運行開始。
- 19xx年 - 青森バスセンター発着から青森駅前発着となる。
- 1986年4月 - 青森駅前発着から観光物産館発着となる（青森県観光物産館開館による）。
- 1990年代末 - 野辺地駅前経由となる。
- 2002年4月1日 - 青森線を6往復から3往復に減便、青森出張所での宿泊行路廃止。また野辺地線、吹越線、横浜線を廃統合し、野辺地線に一本化。
- 2002年7月1日 - むつバスターミナル〜野辺地駅間各停留所停車化、野辺地駅での青森方面客扱い開始。
- 2003年7月15日 - 県立中央病院前経由に変更。
- 2009年4月1日 - 青森線を3往復から2往復に減便。
- 20xx年 - 青森行が県立中央病院前経由から国道4号直進（南造道）を通る従来のルートに戻る。むつ行は引き続き県立中央病院前経由で運行。

利用状況
- 運行開始当初…12往復、平均乗車密度27人
- 2001年度…6往復、平均乗車密度3.9人、年間赤字約6000万円（補助対象路線外）
- 2003年度…3往復、年間赤字約3700万円
現在の利用者の多くは青森県立中央病院への通院者である。

青森線のクローズドドア制度について
- 青森市内

- 青森市内区間（青森〜新あおもり農協本店前）は青森市営バスの路線と重複しているため、認可された停留所のみで青森行は下車、むつ行は乗車のみとなっている。そのため、この区間のみの利用はできない。

- 野辺地駅

- 1990年代に野辺地駅前へ乗り入れたが、青森行は降車のみ、むつ行は乗車のみとなっていた。現在は撤廃された。

その他
- 野辺地折り返し系統に限り、生活交通路線として国・県・沿線自治体の補助を受ける
- 十鉄バス野辺地案内所で5分休憩がある。
- 青森線「野辺地駅前」停留所はロータリーではなく、駅前路上停留所停車となる。
- むつ〜青森間往復乗車券発売、むつバスターミナル・大畑駅で発売している。
- 青森行の「合浦公園口」停留所は青森市営バス・弘南バスの「岡造道一丁目」と同じ場所にある。
- むつ行の「合浦公園口」停留所は十和田観光電鉄の「岡造道一丁目」と同じ青森東バイパス上の岡造道交差点西側にある。
- 以前は「新町二丁目」停留所を「松木屋前」停留所と呼んでおり、西口玄関前に「下北交通のりば」と書かれた看板と共に専用バス乗り場があった。

##### むつ線
- 下北駅 - 田名部高校前 - むつバスターミナル - 北関根 - 浜関根 - 川代 - 正津川 - 大畑駅
- むつバスターミナル - 北関根 - 浜関根 - 川代 - 正津川 - 大畑駅
  - 生活交通路線として国・県・沿線自治体の補助を受ける[2]。

##### 佐井線
- 下北駅 - 田名部高校前 - むつバスターミナル - 北関根 - 川代 - 正津川 - 大畑駅 - 下風呂 - 易国間 - 大間 - 佐井車庫前
- むつバスターミナル - 北関根 - 川代 - 正津川 - 大畑駅 - 下風呂 - 易国間 - 大間 - 佐井車庫前
  - 1937年10月 - 佐井線路線バス運行開始[3]
  - 2001年4月1日 - 下北交通大畑線廃止代替路線である下北駅線を下北駅〜大畑駅間で運行開始。しばらくは田名部駅前へも乗り入れていた。
  - 200x年4月1日 - 下北駅線の田名部駅経由を廃止し、むつ線と整理・統合したうえで、一部便が下北駅〜佐井車庫前間の運行となる。
    - 生活交通路線として国・県・沿線自治体の補助を受ける[2]

- 佐井車庫前 → 青年会館前 → 願掛岩 → 磯谷
  - 土曜・日曜・祝日および大間高校休校日は運休。
  - 現在は磯谷まで夜に一便のみで磯谷方向のみ運行、2010年代は少し先の長後まで一日2便で運行していた。

##### 尻屋線
- むつバスターミナル - 最花 - 目名 - 入口 - 野牛口 - 岩屋 - 尻屋（ - 尻屋崎）
  - 尻屋〜尻屋崎間は毎年5月1日から10月31日の間のみ運行。
  - 1944年8月3日 - 田名部〜入口間開業。
  - 1956年1月18日 - 入口〜尻屋間開業。
    - 生活交通路線として市町村単独補助を受ける[2]

##### 泊線（旧・小田野沢線）
- むつバスターミナル - 上田屋 - 東通村庁舎 - 猿ヶ森 - 小田野沢 - 白糠 - 泊中央 - 泊車庫
  - 1942年3月1日 - 田名部〜泊間開業（近川経由）。
  - 1960年2月2日 - 田名部〜小田野沢間開業。
  - 1961年12月12日 - 小田野沢〜白糠間開業（小田野沢経由）。
  - 1976年3月16日 - 近川経由が廃止。
    - 生活交通路線として国・県・沿線自治体の補助を受ける[2]

##### 六ヶ所線
- 野辺地駅前 - 野辺地出張所 - 有戸 - 六ヶ所役場 - 泊中央 - 泊車庫
  - 生活交通路線として市町村単独補助を受ける[2]。

##### むつ市内線
- むつバスターミナル - むつ総合病院前 - 合同庁舎前 - 下北駅 - 赤川駅 - 第三小学校前 - むつ営業所 - むつバスターミナル
- むつバスターミナル - むつ総合病院前 - 合同庁舎前 - 下北駅
- むつバスターミナル - むつ総合病院前 - 栄町 - 田名部高校前 -  むつバスターミナル

##### むつ病院・中央クリニック循環線
- むつバスターミナル → むつ総合病院前 → 下北駅前 → 中央クリニック → 合同庁舎前 → むつ総合病院前 → むつバスターミナル
  - 土曜・日曜・祝日運休。

##### むつ総合病院循環線
- むつバスターミナル → 本町 → むつ総合病院前 → 本町 → むつバスターミナル
  - 日曜・祝日運休。

##### 恐山線
（季節運行）
- 下北駅 - むつバスターミナル - 冷水 - 恐山
  - 2002年5月1日 - 田名部駅発着から下北駅発着となる。
  - 毎年5月1日から10月31日までの運行。恐山大祭期間中は臨時便が運行される[4]。
- 下北駅 - 赤平 - 冷水 - 恐山
  - 毎年5月1日から9月30日までの運行。

##### むつバイパス線
- むつバスターミナル - 女館 - 東横迎町 - むつ営業所
  - 土曜・日曜・祝日およびむつ養護学校休校日は運休[4]。
  - むつ養護学校線の出入庫を兼ねた路線である。

##### むつ養護学校線
- むつバスターミナル - むつ総合病院前 - 下北駅前 - 赤川駅前 - 金谷沢 - むつ養護学校前
  - 土曜・日曜・祝日および休校日は運休[4]。

##### 平内町民バス
- 平内町民バスを参照

### 廃止路線
横浜線
- むつバスターミナル - 近川 - 横浜車庫
  - 2002年4月1日 - 廃止。

吹越線
- むつバスターミナル - 近川 - 横浜 - 中吹越 - 尾駮 - 六ヶ所役場前
  - 2002年4月1日 - 廃止。

中野沢線
- むつバスターミナル - 近川 - 中野沢開墾
  - 2002年4月1日 - 廃止。

六ヶ所線
- 白糠 - 北滝の尻

川目線
- 佐井車庫前 - 川目

石上線
- むつバスターミナル - 横迎町二丁目 - 品の木 - 石上入口 - 青光運輸前 - 渡部宅前

小湊線
- （野辺地駅前 - 狩場沢 - ）東地区館前（清水川） - 平内役場前 - 平内中央病院前 - 浅虫温泉
- （野辺地駅前 - 狩場沢 - ）東地区館前（清水川） - 平内役場前 - 平内中央病院前 - 浅虫 - 県立中央病院通り - 観光物産館前

むつ市内循環アークスプラザ線
- 1998年4月1日 - 運行開始。
- 2002年4月1日 - 廃止。

松山団地循環線
- むつバスターミナル - むつ総合病院前 - 第二田名部小学校前 - 松山団地 - 市役所前 - むつ総合病院前 - むつバスターミナル
  - 1988年9月1日 - 運行開始[5]。JRバス東北と共同運行（JRバスはのち撤退）。
  - 2008年12月1日 - 廃止。

薬研線
- （大畑病院←）大畑駅 - 小目名 - 薬研 - 奥薬研
小目名〜奥薬研間は毎年5月1日から10月31日まで運行。
  - 2009年11月1日 - 廃止。薬研地区の旅館等が送迎バスを運行していることに加え、経路中の小目名地区の小学校が統合されて通学者もスクールバスを利用していることによって、本路線の利用者が激減したことによる[6]。廃止後は代替としてむつ市によるデマンドタクシーが運行されている[7]。

特急むつ - 七戸十和田駅線
- むつバスターミナル - むつ市役所 - 下北駅 - 横浜 - 野辺地中央 - 七戸十和田駅
  - むつバスターミナル - 野辺地中央間はクローズドドア制（七戸十和田駅行では野辺地中央まで乗車専用、むつ行では野辺地中央より降車専用）[8]

概要
- 十和田観光電鉄と共同運行していた。1日2往復（各社1往復）。
- 現金のみの精算で、下北交通・十和田観光電鉄バスの定期券・回数券等は使用できない。また、運賃は並行する両社の一般路線バス運賃とは異なる。

路線沿革
- 2010年12月4日 - 東北新幹線全線開業により運行開始（2011年3月31日までの期間運行）。
- 2011年4月29日 - 同年3月11日に発生した東北地方太平洋沖地震の影響により運休していたが、この日の東北新幹線全線運行再開に合わせ、本路線も運行を再開（2011年11月30日までの期間運行）。
- 2011年11月30日 - この日の運行をもって運行終了。

大畑校舎線・関根橋線
- 大畑駅 - 大畑病院前 - 大畑高校前 - 関根橋
  - 1988年4月1日 - 大畑駅～大畑高校前間が開業[13]。
  - 1991年4月1日 - 大畑高校前～関根橋間を延伸。
  - 2015年3月31日 - 利用者減少と大畑高校（閉校時は、田名部高校大畑校舎）の閉校に伴い、廃止。

尻労（しつかり）線
- むつバスターミナル - 最花 - 目名 - 入口 - 野牛口 - 尻労
  - 1972年12月5日 - 開業。
    - 生活交通路線として市町村単独補助を受ける[2]

  - 2023年3月末 - 廃止[14]。

東通庁舎線
- むつバスターミナル - 大利 - 高間木 - 石持 - 蒲野沢 - 桑原 - 東通村庁舎 - 野花菖蒲ノ里（大利経由大利線）
- むつバスターミナル - 最花 - 高間木 - 石持 - 蒲野沢 - 桑原 - 東通村庁舎 - 野花菖蒲ノ里（最花経由蒲野沢線）
- むつバスターミナル - 最花 - 高間木 - 石持 - 稲崎平 - 野牛口 - 桑原 - 東通村庁舎 - 野花菖蒲ノ里（野牛経由野牛線）
  - 1989年4月20日 - 大利経由運行開始。
  - 1991年4月1日 - 野牛から蒲野沢・村役場・田屋経由むつ行と入口・目名経由むつ行の運行開始。
    - 蒲野沢線は生活交通路線として市町村単独補助を受ける

  - 2023年3月末 - 大利線、蒲野沢線、野牛線廃止。

### その他
- 乗降方法は前乗り前降り後払い式のワンマンバスである。
- 保有車両は三菱ふそう製が過半数を占める。次はいすゞ自動車製が多い。
- 最近は中古車両も多く、西武バス・西武総合企画・川越観光自動車・川崎市交通局・西東京バス・遠州鉄道・南海バス・淡路交通・阪急バス・東濃鉄道・妙高ハブネット等から移籍。中扉・後扉はステップを塞いだうえで座席を増設して使用しているが、低床バスについては、中扉を車椅子専用出入口としている。

## 鉄道事業
1981年に国鉄大畑線が第1次特定地方交通線に指定されたのを受けて開催された協議会において、南部縦貫鉄道が引継ぎの意向を示したことから、それに対抗して下北半島に営業基盤をもつ下北バスが大畑線の引継ぎを決断。経営に乗り出すこととなった。下北バスは鉄道経営の経験は無かったが、バス事業でつながりのあった京浜急行電鉄の支援を仰ぎ、1984年2月には社名を下北交通に変更、翌1985年7月に大畑線を引き継いだが、赤字のため2001年3月31日限りで廃止された。

## その他事業
- 日本郵便青森・むつ線などの下北地方の郵便路線（トラック輸送）を受託している。